# Brasserie Rosengarten
 (janvier 2016).
La brasserie Rosengarten (nom complet en allemand : Brauerei Rosengarten AG) est une brasserie suisse qui a son siège à Einsiedeln et qui produit la Einsiedler Bier.

## Historique
Les activités brassicoles de la Brasserie Rosengarten remontent à 1872. En 1905 elle est reprise par Franz Lindinger. Après sa mort en 1927, elle est reprise par une société en nom collectif. 
Après son mariage avec Anna Marty, une nièce de Franz Lindinger, l'entreprise passe en mains de Alois Gmür, père du conseiller national du Parti démocrate-chrétien du même nom, et directeur actuel. En 1956 la société devient une société anonyme et prend le nom de Brauerei Rosengarten AG.

## Produits
- Alpenbier naturtrüb (Bière bio)
- Dinkel
- Lager dunkel
- Lager hell
- Maisgold, la brasserie est spécialement connue pour cette bière au maïs[4].
- Spezial dunkel
- Spezial hell
- Schwyzer Bockbier, lancé en 2011[5].
- Einsiedler Weizen, leur produit le plus récent, lancé en 2013[2].